# Parydra japonica
Parydra japonica är en tvåvingeart som beskrevs av Ichiro Miyagi 1977. Parydra japonica ingår i släktet Parydra och familjen vattenflugor. Inga underarter finns listade i Catalogue of Life.